# 양곤강
양곤강(Yangon River, Rangoon River 또는 Hlaing River)은 마르타반만으로 빠지는 강으로 미얀마의 옛 수도 양곤을 지나가는 강이다. 강은 보통 배뿐 아니라 무역선도 통행 가능하여서 미얀마 경제의 중요한 역할을 한다.

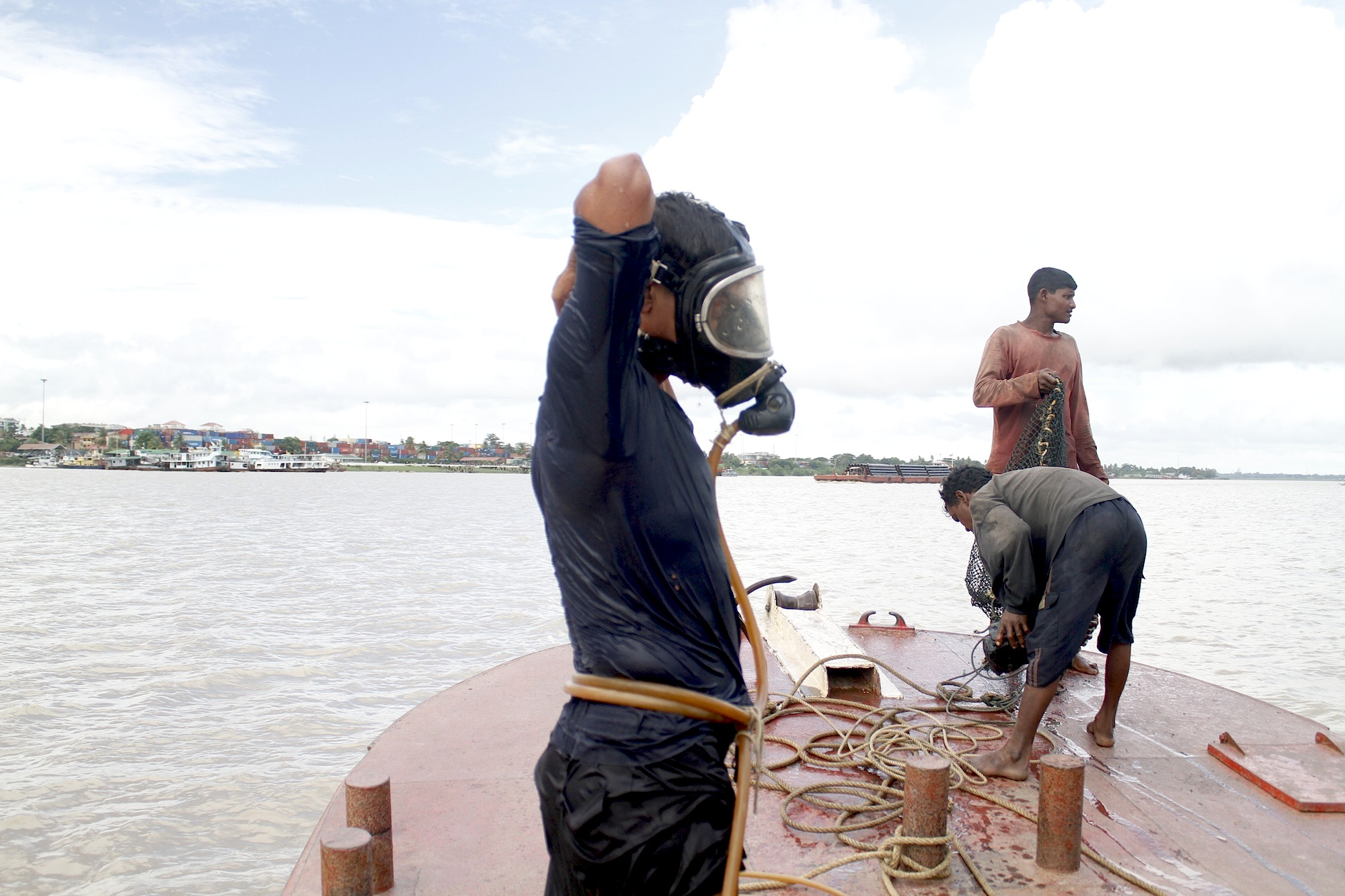
2011년 6월 7일. 양곤강 인근 잠수부의 모습